# Erastria subradiata
Erastria subradiata är en fjärilsart som beskrevs av W. Warren 1906. Erastria subradiata ingår i släktet Erastria och familjen mätare. Inga underarter finns listade i Catalogue of Life.